# عقد 1100
عقد 1100 هو عقد امتد بين 1 يناير 1100 و31 ديسمبر 1109 بحسب التقويم الميلادي. سبقه عقد 1090 ولحقه عقد 1110.

## أحداث
- معركة أقليش (1108)
- قائمة قرارات مجلس أمن الأمم المتحدة من 1101 إلى 1200 (1101)
- معركة حران (1104)
- معركة أرتاح (1105)
- معركة الرملة (1102)
- معركة الرملة (1101)
- معاهدة ديفول (1108)
- معركة الرملة (1105)

## مواليد
- مجير الدين أبق (1101)
- إلواز (1101)
- أرسلان شاه (1101)
- أرسلان شاه الأول (1101)
- اختيار الدين محمد بن بختيار الخلجي (1101)
- ابن الزيات التادلي (1101)
- الإمبراطور تشنزونغ (1100)
- ماري دي فراس (1101)
- الإدريسي (1100)
- ينينجا (1101)
- خسرو مالك (1101)

## وفيات
- غازي بن الدانشمند (1104)
- ميخائيل الثاني (1102)
- ستيفن الثاني، كونت بلوا (1102)
- زائدة الأندلسية (1101)
- هنري كونت مونتي سانتانجلو (1102)
- بركياروق بن ملكشاه (1104)
- ريتشارد الثاني من كابوا (1106)
- أودو الأول دوق بورغندي (1103)
- دقاق بن تتش (1104)
- جودفري (1100)
- ابن جزلة (1100)

## كتب
- Yves Denis Papin (1998). Chronologie de l'histoire ancienne. Lieu de publication non identifié: Éditions Jean-paul Gisserot. ISBN:2-87747-346-5. OCLC:40746926. مؤرشف من الأصل في 2022-03-16.
- موسوعة حضارة العالم (2002) لأحمد محمد عوف.

## روابط خارجية
- تصفح سنة بسنة عقد 1100 على موقع onthisday.com
- تصفح سنة بسنة عقد 1100 ابتداءً من سنة عقد 1100 على موقع المكتبة الوطنية الفرنسية